# Szoboszlai Imre
Szoboszlai Imre (Tiszafüred, 1973. december 31. –) magyar labdarúgó. NB I-es profi labdarúgó pályafutását 1995-ben kezdte a Vác színeiben, majd onnan Salgótarjánba igazolt, de visszatért egy kis időre Vácra. De onnan elcsábították keletre, a Szolnokgárdájához, majd átment Békéscsabára futballozni. Onnan ment Kecskemétre, majd ismét Szolnokon kötött ki. Jelenleg is a Szolnoki MÁV FC játékosa.

## Külső hivatkozások
- Profil